# Bouillancy

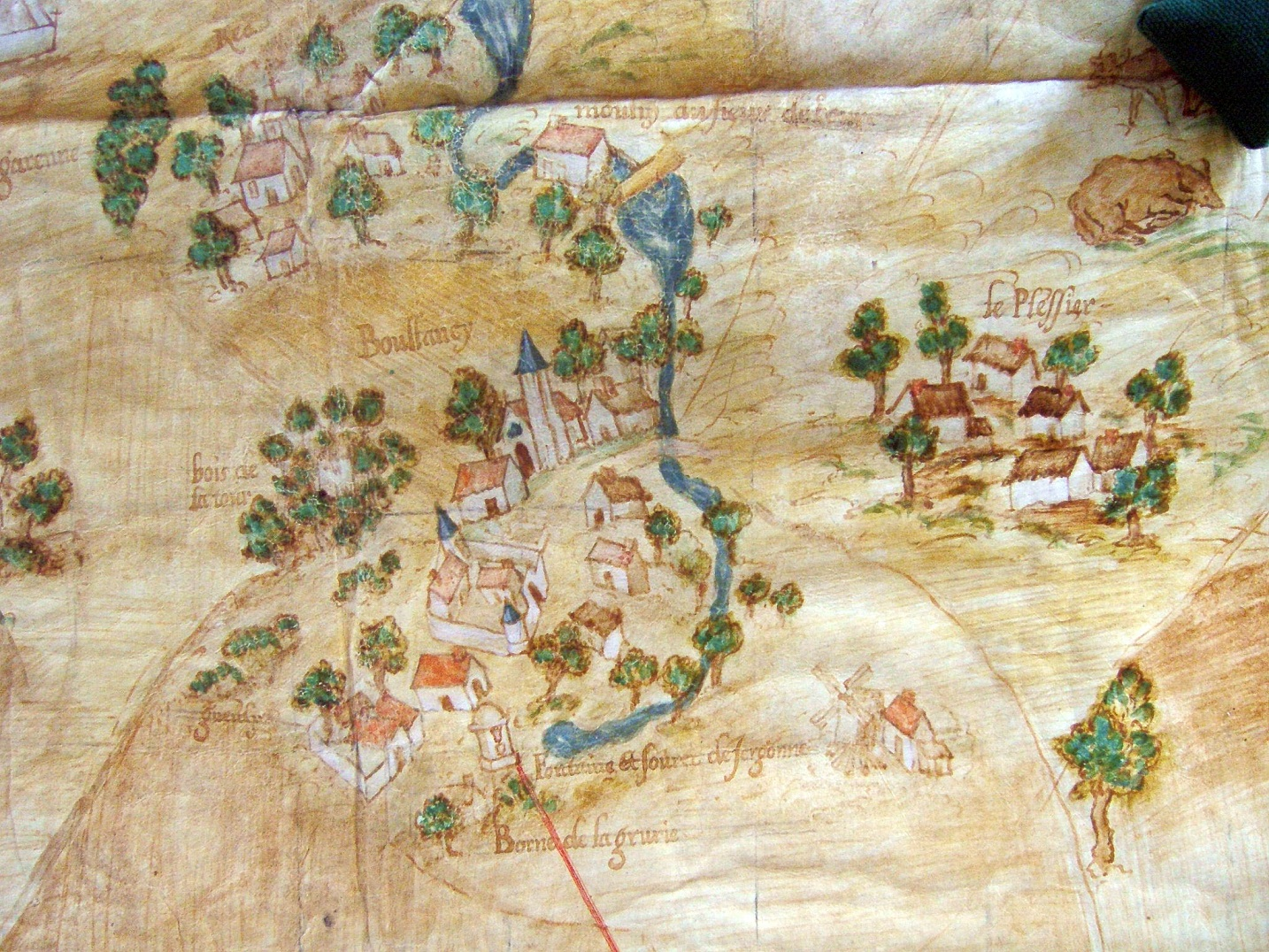
1609

Bouillancy is een dorp in Frankrijk. Het ligt op 50 km ten noordoosten van het centrum van Parijs.

## Actuele kaart
De onderstaande kaart toont de ligging van Bouillancy met de belangrijkste infrastructuur en aangrenzende gemeenten.

## Demografie
Onderstaande figuur toont het verloop van het inwonertal, bron: INSEE-tellingen. 

## Websites
- (fr)  Statistische informatie op de website van INSEE

1. ↑  Populations de référence 2022.